# Gabriel de Avilés y del Fierro
Gabriel de Avilés y del Fierro (Vic, Osona, març de 1735 — Valparaíso, Xile, desembre de 1810), marquès d'Avilés, fou un militar i funcionari a les Índies.
Fill de José de Avilés e Iturbide, el qual fou el quart corregidor de Vic entre l'abril de 1728 i 1744 i heraldista, de qui heretà el títol de marquès d'Avilés. Gabriel de Avilés va viure a Vic fins als nou anys, en què el seu pare deixà el càrrec de corregidor. El 1752, seguint les petjades del seu pare, es converteix en cadet en el regiment de cavalleria de "Ordenes". El 1762, intervé en el setge i pressa d'Almeida, plaça portuguesa en la guerra contra Anglaterra, formant part de l'exèrcit reial. El 1767 nomenat capità del regiment de Dragons de la reina. El 1768, ascendit a "Sargento Mayor", és destinat a Ultramar, a Amèrica, i arribà al Perú en el moment en què Manuel d'Amat i de Junyent era el virrei. Se li encarregà la instrucció de les milícies de cavalleria i fou governador interí del presidi i fortalesa d'El Callao i comandant de Cuzco. El 1776 accedeix al grau de Coronel. Sota les ordres del general Valle, dirigeix, a partir del 1780, les operacions militars per tal de reprimir la revolta indígena capitanejada per José Gabriel Tupac Amaru (1780-81). Posteriorment, sotmet a Diego Cristóbal Tupac Amaru, germà de l'anterior, el qual és executat el 1783, i, també Felipe Tupac Amaru, cabdill dels indis huarochirí. A partir d'ara, Avilés anirà ocupant diferents càrrecs i responsabilitats; el 1783, brigadier, el 1795 és nomenat capità general i president de la Reial Audiència de Xile, el 1799, virrei governador i capità general de les províncies del Riu de la Plata, i entre 1800 i 1805 ocupà la plaça de virrei del Perú, nomenat pel rei Carles IV. Arran de la seva religiositat, fou anomenat el ‘virrey devoto’. Prova d'això fou el mecenatge per la realització del retaule major del convent de les Davallades de Vic, després de la petició que li va fer la seva priora. Va morir el desembre de 1810 a Valparaiso, poc abans del seu intent de tornar a Espanya.

CAMPANYES EN CONTRA DE LA FIGURA DEL VIRREI.
L'any 2015 la CUP-Vic va iniciar una campanya politica denunciant les politiques que el Virrei Avilés va dur a térme per Amèrica Llatina, provocant un dels pitjors genocidis de la història contemporània. La campanya "Virrei Avilés de Vigatà i Il·lustre res" demanava que l'Ajuntament de Vic li retirés tots els honors i medalles de la ciutat, inclosa la de Vigatà Il·lustre, màxim distintiu que pot atorgar l'Ajuntament de Vic. L'any 2016 en compliment d'una moció aprovada pel Ple de l'Ajuntament se li va retirar el distintiu de Vigatà Il·lustre, retirant el seu retrat de la sala de la Columna de la Casa de la Ciutat.
L'any 2018 el GM Capgirem Vic-CUP-Procés Constituent fa iniciar una campanya per què es canviés de nom el carrer que està dedicat a la seva persona, al barri del Remei per nom 1 d'Octubre, campanya que va acabar amb un procés participatiu entre els veïns del carrer que es va perdre.
L'any 2019, l'Ajuntament de Vic també va ordenar retirar la placa commemorativa que es trobava col·locada a la Rambla de l'Hospital de la mateixa ciutat, placa que va ser inaugurada durant la visita del general Francisco Franco a la ciutat.